# Takeshi Fuji

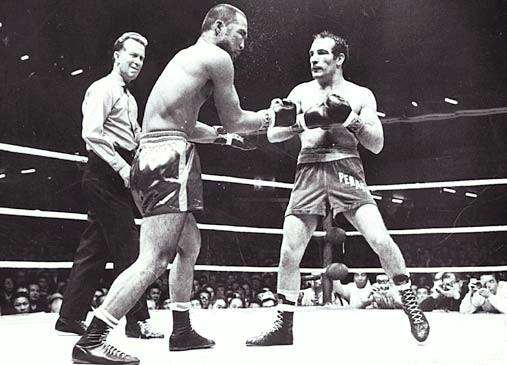
Kampf (1968) gegen Nicolino Locche (rechts)

Takeshi Fuji (* 6. Juni 1940 in Honolulu, Hawaii, Vereinigte Staaten als Paul Fujii) ist ein ehemaliger US-amerikanischer Boxer japanischer Herkunft im Halbweltergewicht. In den Jahren von 1967 bis 1968 hatte er die Weltmeistertitel des World Boxing Council und der World Boxing Association inne, welche er jeweils ein Mal verteidigen konnte.